# Geomatik
Geomatik, samlingsbegrepp för discipliner som har att göra med kartor, både i digital och analog form. Begreppet Geomatik innefattar, förutom digital kartproduktion och analys (GIS), även det analoga MBK (Mätning, Beräkning och Kartframställning).
Begreppet geomatik innefattar insamlingsmetoder som
- Geodesi
- Lantmäteri
- Positionering
- Fjärranalys med hjälp av flygbilder eller satellitfoton

samt bearbetning, lagring analys och presentation av geografisk information med samlingsbegreppet geoinformatik.